# Grek-turkiska kriget (1919–1922)
Grek-turkiska kriget, också kallat Kriget i Mindre Asien, eller det grekiska fälttåget under turkiska frihetskriget eller Mindre Asien-katastrofen, var en serie militära händelser som ägde rum under delningen av Osmanska riket efter första världskriget, mellan maj 1919 och oktober 1922. Kriget utkämpades mellan Grekland och turkiska revolutionärer; de senare skulle senare bilda Republiken Turkiet.

## Historia
År 1914, fem år innan kriget brutit ut, påbörjades ett folkmord på den grekiska befolkningen i nuvarande Turkiet. Över 1 miljon greker, pontiska och anatoliska, beräknas ha mördats under det grekiska folkmordet. Det grekiska fälttåget började eftersom de västra allierade, i synnerhet Storbritanniens premiärminister David Lloyd George, hade utlovat Grekland territorier på Osmanska rikets bekostnad. Kriget avlöpte med att Grekland gav upp allt land de tagit i besittning under kriget, återgick till gränserna före kriget, och deltog i en befolkningsutväxling mellan Grekland och Turkiet, i och med Lausannefördraget.
De militära kampanjernas samlade misslyckanden - Greklands, Armeniens och Frankrikes - mot de turkiska revolutionärerna, tvingade de allierade under första världskriget att ogiltigförklara Sèvresfördraget och förhandla i Lausanne om ett nytt fredsfördrag, erkänna den turkiska republikens självständighet och dess suveränitet över östra Trakien och Anatolien. 
Ett skäl till Greklands intresse för territorierna som kriget gällde, var att greker bott i området sedan antiken. Före första världskriget bodde 2,5 miljoner grekisktalande ortodoxa i Turkiet. Ett annat skäl till inblandningen var den grekiska nationalismen och panhellenismen.
Kriget bidrog avsevärt till att väcka ett hat mellan greker och turkar, som skulle fortsätta att prägla relationerna mellan länderna under lång tid framöver.